# Uruzgan
Uruzgan (persiska: اُرُزگان; pashto: اروزګان) är en av Afghanistans 34 provinser. Den ligger i den södra delen av landet. Dess huvudort är Tarinkot. Provinsen har 303 600 invånare (år 2006) och en yta på 22 696 km². Pashtuner och hazarer är de dominerande etniska grupperna.
Uruzgan gränsar till provinserna Ghazni i öster, Zabol i sydöst, Kandahar i söder, Helmand i väster och Daykondi i norr.

## Administrativ indelning
Provinsen är indelad i ett antal distrikt.
- Chora (med Chinartu)
- Deh Rawud
- Khas Uruzgan
- Shahid-e Hasas
- Tarinkot
- Gizab (eventuellt)

Chora redovisas av NSIA (National Statistics and Information Authority) som separat från det provisoriska distriktet Chinartu, medan dessa ibland också betraktas som ett gemensamt distrikt.
Provinsgränserna har skiftat sedan provinsen Daykondi knoppades av från Uruzganprovinsen. Enligt ett presidentdekret 2014 skulle distriktet Gizab ingå i Uruzgan, men efter talibanernas maktövertagande sommaren 2021 lär Gizab åter höra till Daykondi, där den även ska inkludera distriktet Pato. Information angående hur indelningen ser ut varierar beroende på källa; till exempel har NSIA fortsatt att redovisa Gizab som en del av Uruzgan, medan Pato betecknas som ett provisoriskt distrikt i Daykondi.